# Tomba Cardarelli

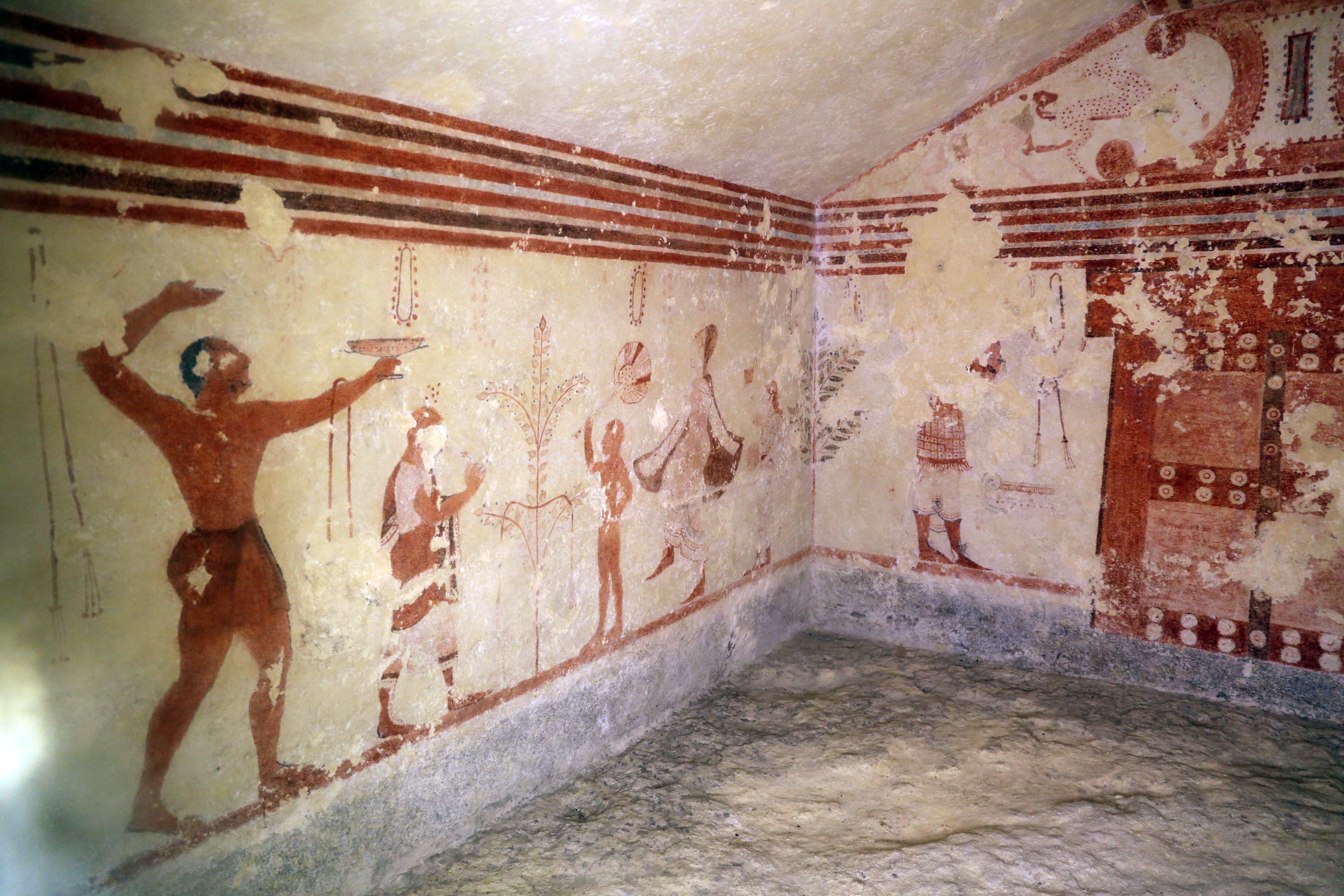
Die linke Wand

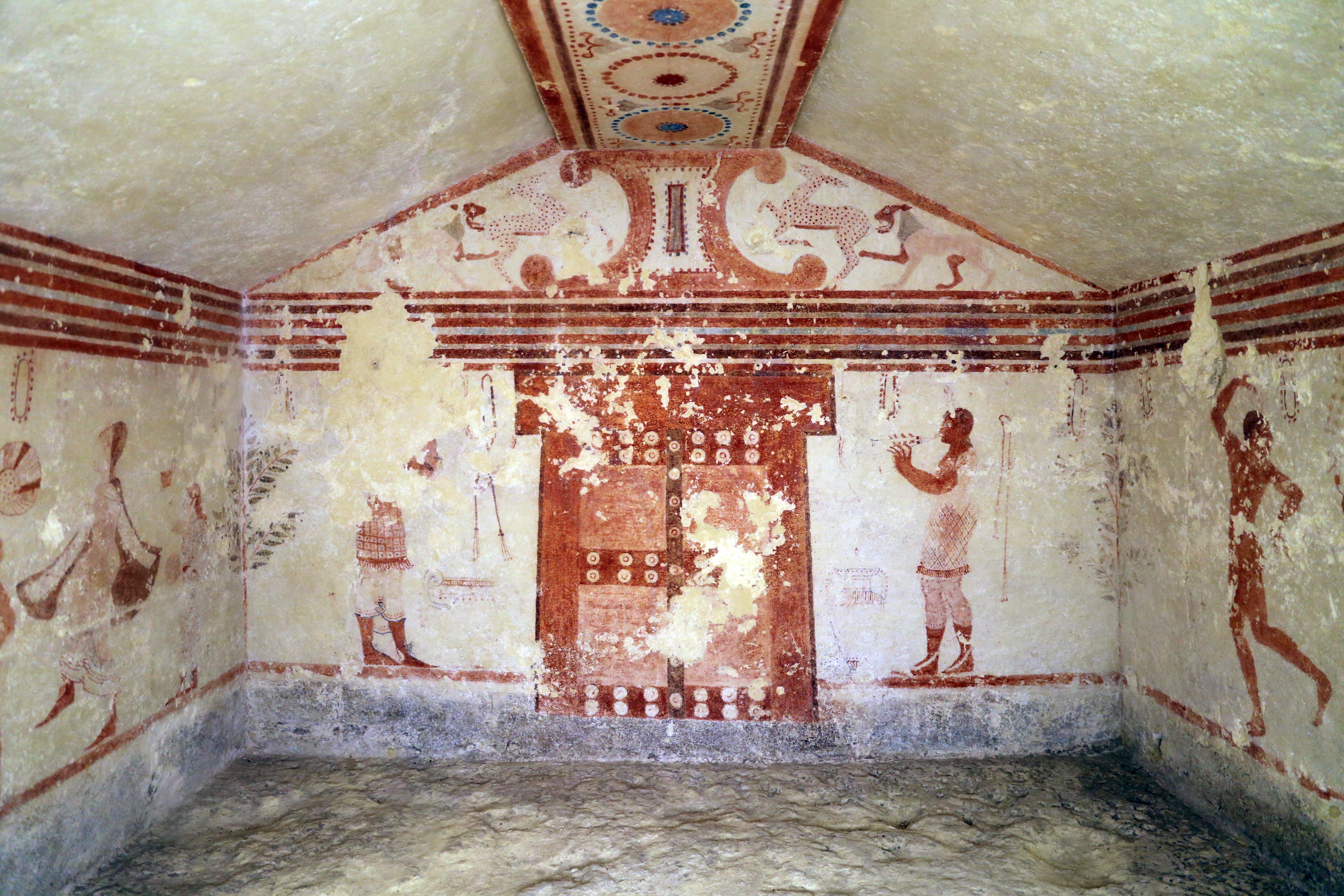
Die Rückwand des Grabes

Die Tomba Cardarelli („Cardarelli-Grab“) – ein ausgemaltes etruskisches Kammergrab – wurde im Jahr 1959 entdeckt. Das Grab befindet sich in der Monterozzi-Nekropole bei Tarquinia. Die Grabkammer war beraubt und enthielt nur noch Fragmente von Keramik. Das Grab wurde nach dem Dichter Vincenzo Cardarelli benannt, der in seinem Werk die Etrusker beschrieben hatte.
Das Grab datiert um 500 v. Chr. (oder kurz davor) und besteht aus einem einzigen in den Fels gehauenen Raum. Alle Wände und die Decke sind mit Malereien dekoriert. Die Rückwand der Grabkammer zeigt eine Scheintür. Zu ihren Seiten sind zwei Musiker abgebildet. Auf der rechten Seite steht ein Flötenspieler, auf der linken Seite ein Kitharaspieler. Im Giebelfeld oberhalb der Szene sind kämpfende Tiere dargestellt.
Auf der linken Wand sieht man zwei Gruppen von Leuten, die durch einen Baum getrennt sind. Links steht ein Sportler mit Lendenschurz, der anscheinend tanzt. Vor ihm steht ein Aulosspieler. Die andere Gruppe zeigt eine tanzende Frau in der Mitte. Links und rechts von ihr stehen Diener, die einen Spiegel und einen Fächer halten. Die Frau in der Mitte stellt vielleicht die Verstorbene dar. Auch auf der rechten Wand sind zwei Gruppen von Leuten zu sehen, die auch hier durch einen Baum getrennt sind. Es handelt sich um Tänzer und Musikanten. Links und rechts der Tür ist jeweils ein Boxer darstellt.
Zusammen mit der Tomba dei Baccanti, Tomba Moretti, der Tomba del Teschio, Tomba del Citaredo, Tomba della Fustigazione und den Gräbern 4255 und 4260 wurde das Grab wahrscheinlich von einer in Tarquinia arbeitenden Werkstatt (Maestro dei Baccanti) ausgemalt, da die Malereien in diesen Gräbern zahlreiche Gemeinsamkeiten aufweisen.